# Tärnaby
Tärnaby (Zuid-Samisch: Dearna) is een plaats in de gemeente Storuman in het Zweedse landschap Lapland en de provincie Västerbottens län, op ongeveer 70 kilometer van de Noorse grens. In het dorp wonen 533 personen (2005) en het heeft een oppervlakte van 164 hectare.
Het is bekend als skioord en heeft meerdere bekende skiërs voortgebracht, waaronder Ingemar Stenmark en Anja Pärson.